# Urospermum picroides
Il boccione minore (nome scientifico Urospermum picroides (L.) Schmidt, 1795)  è una specie di pianta angiosperma dicotiledone della famiglia delle Asteraceae.

## Etimologia
Il nome del genere (Urospermum) deriva dal greco antico: οὐρά?, ourá ("coda") e σπέρμα, spérma ("seme") e fa riferimento al becco (un lungo prolungamento apicale) dell'achenio. L'epiteto specifico (picroides) deriva da due parole: dal genere botanico Picris L. (Aspraggine) e dal greco antico: εἶδος?, eîdos ("aspetto") e significa quindi «di aspetto simile al Picris».

Il binomio scientifico della pianta di questa voce è stato proposto inizialmente da Carl von Linné (1707-1778) biologo e scrittore svedese, considerato il padre della moderna classificazione scientifica degli organismi viventi, nella pubblicazione Species Plantarum del 1753, perfezionato successivamente dal botanico boemo Franz Willibald Schmidt (1764-1796) nella pubblicazione Sammlung Physikalisch-Ökon. Aufs.: 276 del 1795.

## Descrizione

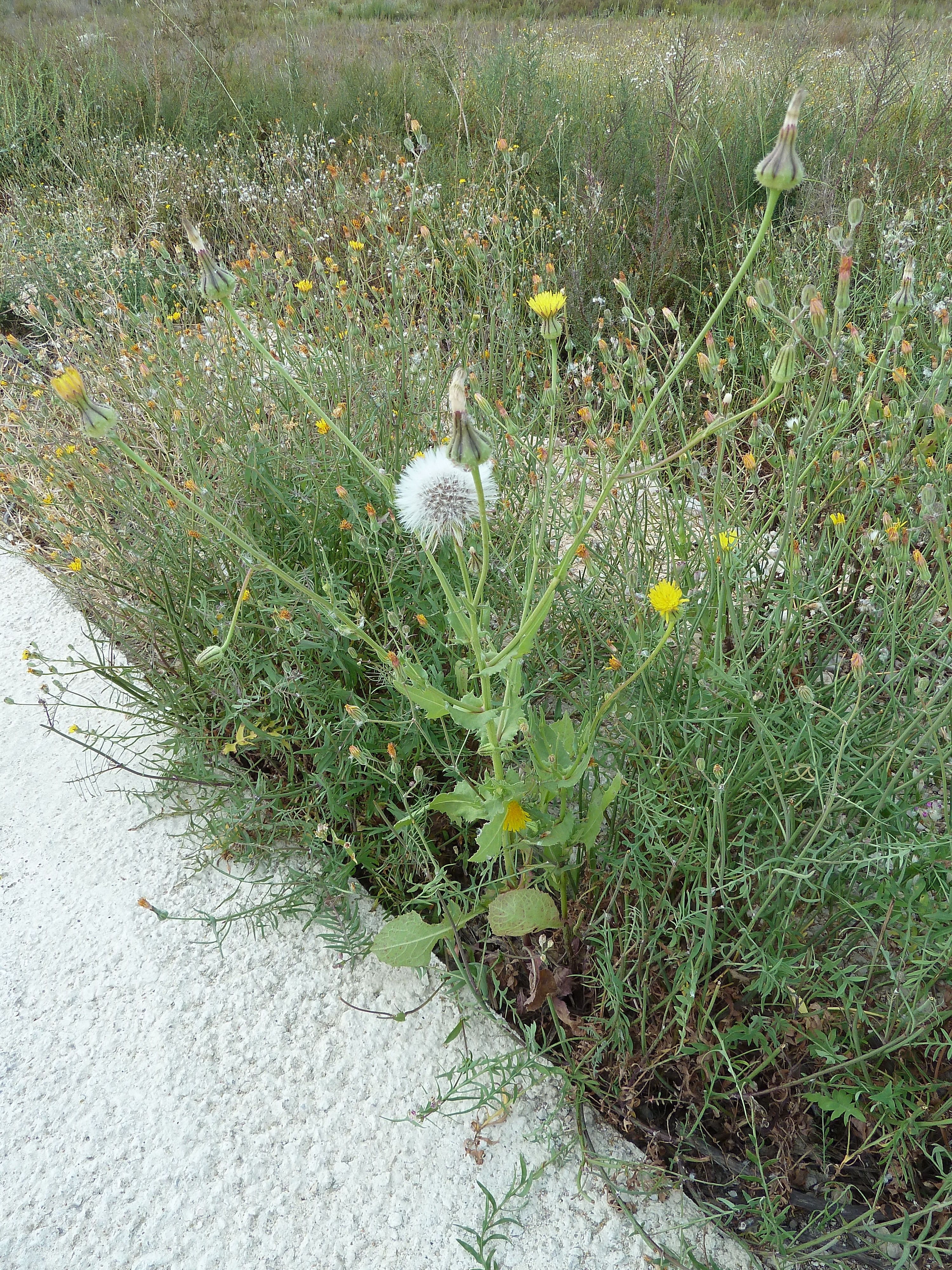
Il portamento

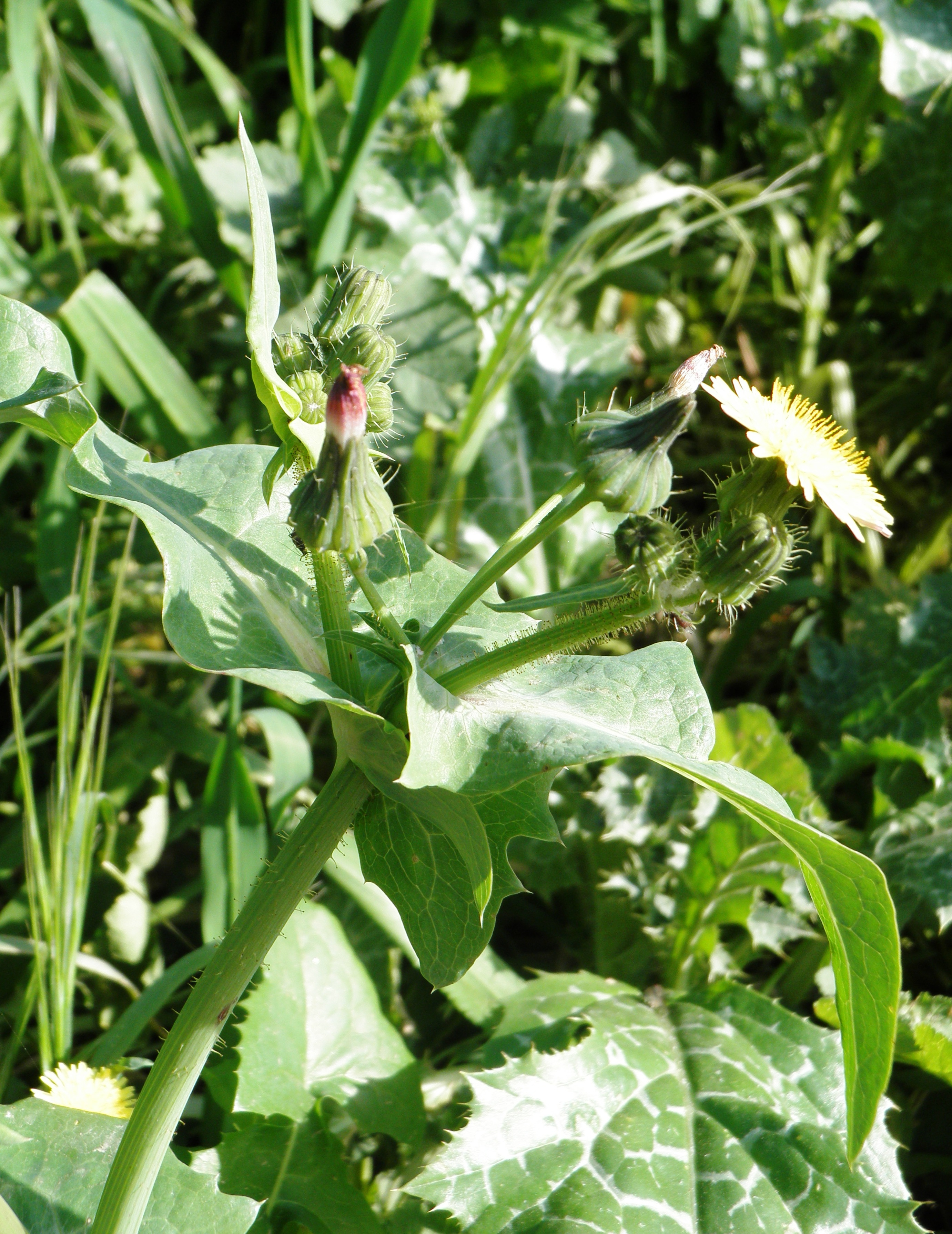
Le foglie

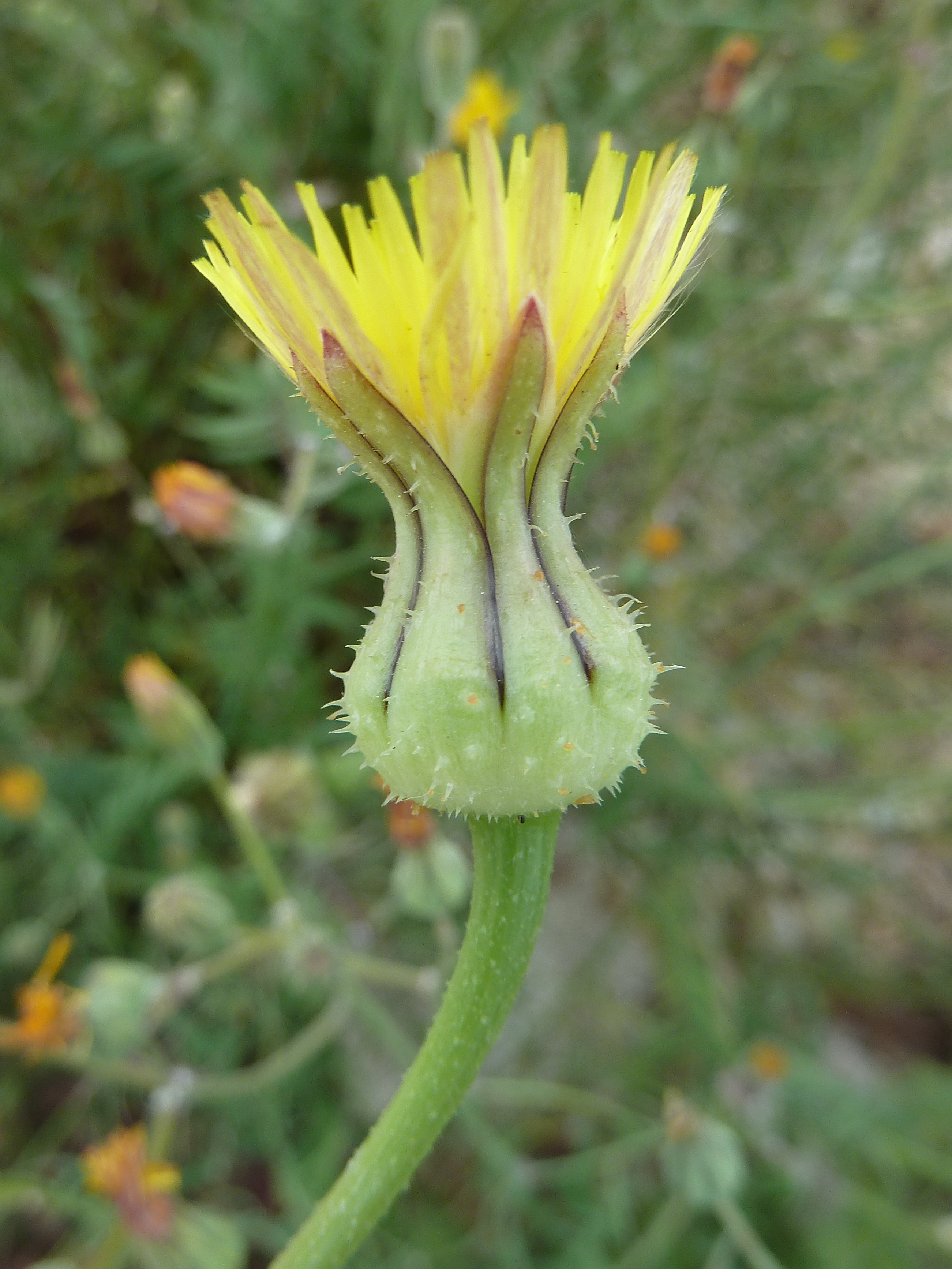
L'involucro

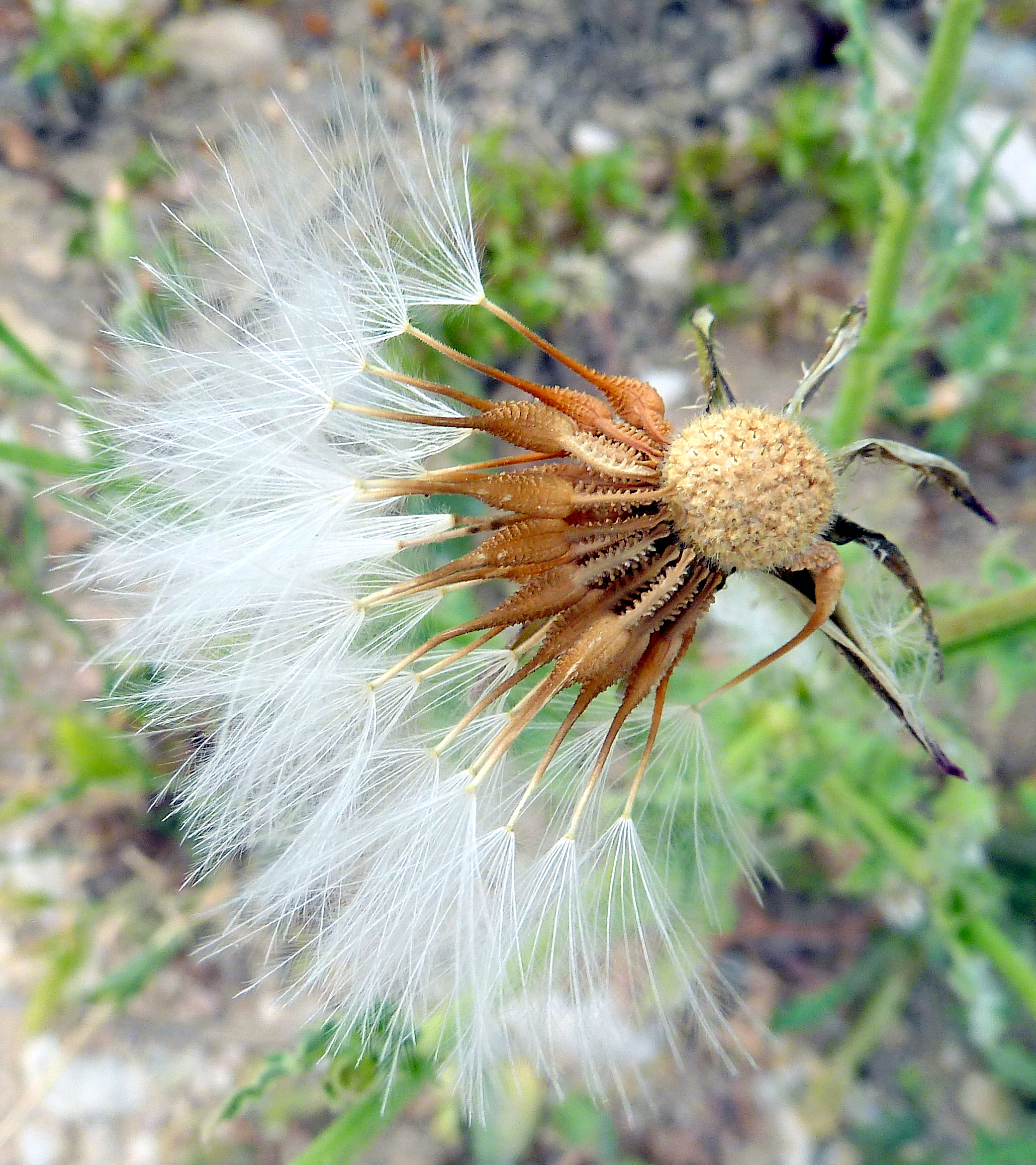
I frutti

Habitus. La forma biologica è terofita scaposa (T scap), ossia sono piante erbacee che differiscono dalle altre forme biologiche poiché, essendo annuali, superano la stagione avversa sotto forma di seme; sono inoltre munite di asse fiorale eretto, spesso con poche foglie. Tutta la pianta è villosa per peli ispidi.
Fusto. La parte aerea del fusto è eretta, ramoso-corimbosa. L'altezza di queste piante varia da 15 a 35 cm.
Foglie. Le foglie si dividono in foglie inferiori e foglie superiori. Quelle inferiori hanno la lamina a forma spatolata con base allargata; sono semiamplessicauli o peduncolate; i margini sono dentati e ruvidi. Le foglie superiori sono progressivamente più ridotte. Dimensione delle foglie inferiori: larghezza 2–5 cm; lunghezza 5–15 cm. Dimensione delle foglie superiori: larghezza 1–3 cm; lunghezza 4–8 cm. Lunghezza dei peduncoli: 5–15 cm.
Infiorescenza. Le infiorescenze sono composte da 3 - 6 o più capolini (fino a 9). I capolini sono formati da un involucro a forma ovoide composto da 7 - 8 brattee (o squame) disposte su una sola serie (o raramente 2) all'interno delle quali un ricettacolo fa da base ai fiori. Le squame hanno una forma lanceolato-lineare (sono lunghe 15 mm) e una consistenza setolosa; la parte inferiore è connata. Il ricettacolo, da piatto a convesso, è "nudo", ossia privo di pagliette a protezione della base dei fiori. Diametro dell'involucro: 15 mm. Diametro del capolino: 20–40 mm.
Fiore. I fiori sono tutti del tipo ligulato (il tipo tubuloso, i fiori del disco, presente nella maggioranza delle Asteraceae, qui è assente), sono tetra-ciclici (ossia sono presenti 4 verticilli: calice – corolla – androceo – gineceo) e pentameri (ogni verticillo ha 5 elementi). I fiori sono tutti ermafroditi e zigomorfi.
- Formula fiorale:

*/x K {\displaystyle \infty }, [C (5), A (5)], G 2 (infero), achenio
- Calice: i sepali del calice sono ridotti ad una coroncina di squame.
- Corolla: la corolla dei fiori inizia in modo tubuloso e termina in una ligula raggiante lunga 20 mm con 5 denti apicali; la ligula è colorata di giallo.
- Androceo: gli stami sono 5 con filamenti liberi, mentre le antere sono saldate in un manicotto (o tubo) circondante lo stilo.[17]  Il polline è tricolporato.[18]
- Gineceo: gli stigmi dello stilo (corto) sono due divergenti con la superficie stigmatica posizionata internamente (vicino alla base).[19] L'ovario è infero uniloculare formato da 2 carpelli.
- Antesi: da febbraio a luglio.

Frutti. I frutti sono degli acheni con pappo. L'achenio possiede delle striature trasversali e un lungo becco apicale (un diaframma separa il becco dalla parte contenente l'embrione). Lunghezza degli acheni compresi i becchi: 10 – 15 mm. Lunghezza dei pappi: 9 – 12 mm.

## Biologia
- Impollinazione: l'impollinazione avviene tramite insetti (impollinazione entomogama tramite farfalle diurne e notturne).
- Riproduzione: la fecondazione avviene fondamentalmente tramite l'impollinazione dei fiori (vedi sopra).
- Dispersione: i semi (gli acheni) cadendo a terra sono successivamente dispersi soprattutto da insetti tipo formiche (disseminazione mirmecoria). In questo tipo di piante avviene anche un altro tipo di dispersione: zoocoria. Infatti gli uncini delle brattee dell'involucro si agganciano ai peli degli animali di passaggio disperdendo così anche su lunghe distanze i semi della pianta.

## Distribuzione e habitat

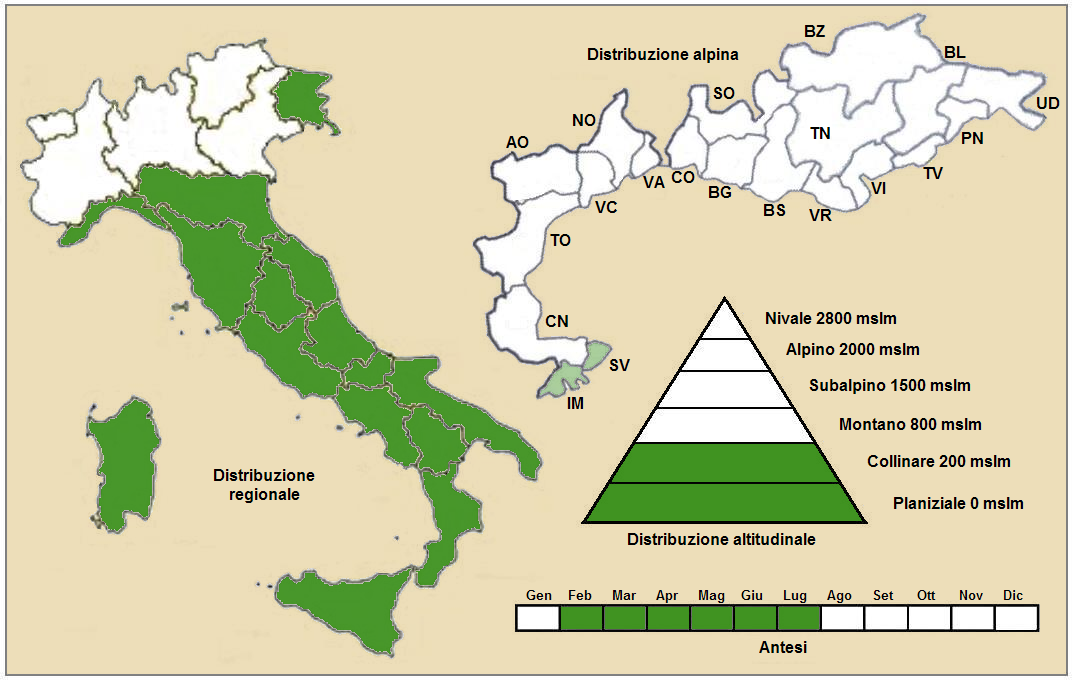
Distribuzione della pianta
(Distribuzione regionale – Distribuzione alpina)

- Geoelemento: il tipo corologico (area di origine) è Euri-Mediterraneo.
- Distribuzione: in Italia è presente soprattutto al centro e al sud. Fuori dall'Italia (sempre nelle Alpi) è presente in Francia (dipartimenti di Alpes-de-Haute-Provence, Alpes-Maritimes e Drôme). Sugli altri rilievi europei si trova nel Massiccio Centrale e Pirenei.[21] Fuori dall'Europa questa specie è presente in Africa mediterranea e Asia occidentale; nell'emisfero australe temperato (America del sud, Sudafrica e Australia) è considerata specie naturalizzata.[2]
- Habitat: l'habitat tipico per questa pianta sono gli incolti (anche le vigne e gli oliveti) e le aree lungo le vie; ma anche gli ambienti ruderali, nelle scarpate e nei luoghi rocciosi misti a prato. Il substrato preferito è sia calcareo che siliceo con pH neutro, medi valori nutrizionali del terreno che deve essere arido.[21]
- Distribuzione altitudinale: sui rilievi queste piante si possono trovare fino a 1.000 m s.l.m.; frequentano quindi i seguenti piani vegetazionali: collinare (oltre a quello planiziale – a livello del mare).

### Fitosociologia
Dal punto di vista fitosociologico alpino questa sottospecie appartiene alla seguente comunità vegetale:
Formazione: delle comunità terofitiche pioniere nitrofile
Classe: Stellarietea mediae

## Tassonomia
La famiglia di appartenenza di questa voce (Asteraceae o Compositae, nomen conservandum) probabilmente originaria del Sud America, è la più numerosa del mondo vegetale, comprende oltre 23.000 specie distribuite su 1.535 generi, oppure 22.750 specie e 1.530 generi secondo altre fonti (una delle checklist più aggiornata elenca fino a 1.679 generi). La famiglia attualmente (2021) è divisa in 16 sottofamiglie. Il genere Urospermum contiene solamente due specie (entrambe descritte nella flora spontanea italiana).
Il basionimo per questa specie è: Tragopogon picroides L., 1753.

### Filogenesi
Il genere di questa voce appartiene alla sottotribù Hypochaeridinae della tribù Cichorieae (unica tribù della sottofamiglia Cichorioideae). In base ai dati filogenetici la sottofamiglia Cichorioideae è il terz'ultimo gruppo che si è separato dal nucleo delle Asteraceae (gli ultimi due sono Corymbioideae e Asteroideae). La sottotribù Hypochaeridinae fa parte del "quarto" clade della tribù; in questo clade è posizionata nel "core" del gruppo , vicina alle sottotribù Crepidinae e Chondrillinae.
Il nucleo della sottotribù Hypochaeridinae è l'alleanza Hypochaeris-Leontodon/Picris e formano (insieme ad altri generi minori) un "gruppo fratello". Rispetto a precedenti raggruppamenti delle Hypochaeridinae, diversi generi sono stati esclusi dalla circoscrizione rivista sulla base di recenti analisi filogenetiche molecolari. Il gruppo attualmente si presenta monofiletico (a parte l'enigmatica Prenanthes purpurea attualmente descritta nelle Lactucinae). Il genere di questa voce, nell'ambito della sottotribù occupa una posizione abbastanza "basale". La divergenza dal gruppo delle Hypochaeridinae è stata molto precoce e presenta alcune affinità con il genere Avellara. Si stima che la divergenza di Avellara e Urospermum sia avvenuta già nel Miocene medio-tardo, intorno ai 15,5 – 8,6 milioni di anni fa, quindi in un'epoca in cui i lignaggi dei principali cladi delle Cichorieae si stavano diversificando.
I caratteri distintivi per la specie di questa voce sono:
- il portamento è erbaceo annuale;
- le infiorescenze si compongono di diversi capolini (fino a 9);
- diametro dei capolini: 2 – 4 cm;
- dimensione dell'achenio: 5 - 6,5 mm;
- lunghezza del becco: 6 – 8 mm;
- il pappo è colorato di bianco.

Il numero cromosomico di U. picroides è: 2n = 8, 10.

### Sinonimi
Questa entità ha avuto nel tempo diverse nomenclature. L'elenco seguente indica alcuni tra i sinonimi più frequenti:
- Arnopogon asper (L.) Willd.
- Arnopogon capensis  (Jacq.) Willd.
- Arnopogon picroides  (L.) Willd.
- Daumailia spinulosa  Arènes
- Tragopogon aculeatus  Moench
- Tragopogon asper  L.
- Tragopogon capensis  Jacq.
- Tragopogon picroides  L.
- Tragopogon sonchifolius  Salisb.
- Tragopogonodes picrodes  (L.) Kuntze
- Urospermum asperum  (L.) DC.
- Urospermum capense  (Jacq.) Spreng.

### Specie simili
L'altra specie del genere (Urospermum dalechampii) differisce per i seguenti caratteri:
- il ciclo biologico è perenne;
- le piante sono leggermente più alte;
- l'infiorescenza si compone di capolini singoli con un diametro maggiore (6–7 cm).

## Altre notizie
Il lattugaccio falsa picride in altre lingue è chiamato nei seguenti modi:
- (DE)  Bitterkraut-Schwanzsame
- (FR)  Urosperme fausse picride